# Altruizem
Altruízem (lat. alter, drugi) ali nèsebíčnost v najširšem smislu obsega psihično dispozicijo oziroma pripravljenost žrtvovati se za druge, specifična dobrodelna dejanja (altruistična dejanja) ali normo, etično vrednoto, ki določa, da se je potrebno žrtvovati za druge.
V ožjem smislu pomeni altruizem etično usmeritev, katere osnovno načelo je težiti k sreči, dobremu, dobrobiti drugih, četudi na račun lastne sreče ali življenja. Nasprotje altruizmu sta v takem primeru egoizem oziroma sebičnost in individualizem. 
Altruizem je mogoče razumeti tudi kot teorijo, ki zastopa stališče, o »praobčutenju«, o »naravni« nagnjenosti k altruizmu, ki izhaja iz občutka povezanosti, pripadnosti človeštvu, prijateljstva, tovarištva, ljubezni, poroke, solidarnosti in podobnega. Altruizem je v takem razumevanju subjektiven in spontan.
Émile Durkheim, začetnik sodobne sociologije, je med drugim obravnaval tako imenovani altruistični samomor, ki je pravzaprav samomor v korist skupinskega interesa, pri čemer ugotavlja, da je le-ta rezultat kolektivističnega pritiska in želje po družbeni uveljavitvi oziroma podpori (social approval).

## Sentimentalna šola
Britanski politik in filozof Anthony Shaftesbury je v moralnih sentimentih videl izvor človekovih sodb in je tako storil radikalen obrat v angleški etiki. Irski filozof Francis Hutcheson je sledil takemu prepričanju in je trdil, da egoizem in lastni interes ne upravljata človeškemu vedenju in ocenjevanju, saj po njegovem mnenju ljudje ne odobravajo in hvalijo samo tistih postopkov, ki jim prinašajo samo koristi. Sklepal je, da sta naklonjenost in simpatija v človeku zakoreninjeni in jih torej ni mogoče odstraniti. Ti vzgibi omogočajo, da odnose med ljudmi ureja moralna vrednota. Na takem prepričanju temelji tako imenovana sentimentalna šola (Sentimental school), katere pripadniki so bili Anthony Shaftesbury, Francis Hutcheson, David Hume in med drugim še Adam Smith.

## Marksizem
Marksisti so zavzeli radikalno zgodovinsko materialistično stališče, da se z razpravami o prvobitnosti teh vzgibov filozofija oddaljuje od vsakdanjega življenja. Njihovo stališče je, da je izvor altruističnega ali egoističnega vedenja v resnici posledica materialnega položaja ljudi in okoliščin, v katerem živijo.